# Ballad of a Shinigami
Ballad of a Shinigami (яп. しにがみのバラッド。 синигами-но бараддо, «баллада о синигами»; неоф. «Момо, маленькая богиня смерти») — серия «лайт-новел» работы Хасэгавы Кэйсукэ с иллюстрациями Нанакусэ, позже адаптированная в аниме, мангу и телесериал. Серия включает в себя 12 томов, выпущенных в период с 10 июня 2003 по 10 апреля 2009 года и опубликованных компанией ASCII Media Works под издательским лейблом Dengeki Bunko. Также романы были лицензированы компанией Seven Seas Entertainment для выпуска серии на английском языке с марта 2008 года.
Радиопостановка серии в эфире Dengeki Taishō, выходившая в период с апреля по май 2005 года, и записи, были собраны в drama CD, выпущенном в июне 2005 года. Манга-адаптация серии была создана Асукой Идзуми и печаталась издательской компанией Hakusensha в манга-журналах LaLa и LaLa DX, ориентированных на сёдзё, с мая 2005 по февраль 2007. Шесть эпизодов аниме-адаптации «Ballad of a Shinigami» производства Group TAC увидели свет в период с марта по апрель 2006 года, транслируясь по спутниковому телевидению WOWOW. Наконец с января по март 2007 года на TV Tokyo транслировалась телевизионная драма, содержащая двенадцать эпизодов.

## Сюжет
Сериал состоит из шести независимых историй. Каждая из них повествует о людях, связанных с недавно умершими, или, в случае последнего эпизода, — находящихся в коме. Несмотря на то что их время умирать ещё не пришло, им является девочка-синигами Момо и помогает разрешить их проблемы. Момо отличается от других синигами, потому что она пытается облегчить страдания людей, которых она встречает, независимо от того, живы ли они или уже мертвы, передавая сообщения от мёртвых к живым. Она также много плачет, объясняя это тем, что она плачет за умерших, потому те уже не могут.

## Персонажи
Момо (яп. モモ Момо) — девочка-синигами. Помимо своей работы по сбору душ умерших людей, помогает живым. Иногда она делает это по просьбе умерших, иногда по собственной инициативе. Момо одета во всё белое, наряду с наличием длинных белых волос, и как проводник душ, ведёт души умерших на другую сторону. Она носит с собой косу как символ божества смерти, а также удостоверение с номером A-100100, с которым её легче идентифицируют как синигами.
Сэйю: Акико Кобаяси
Даниэль (яп. ダニエル Даниэру) — напарник Момо, чёрный говорящий кот с колокольчиком на шее и крыльями, как у летучей мыши. в гостиной часто слышен звон колокольчика Даниэля, когда Момо и Даниэль находятся неподалёку. Даниэль обладает спокойным характером и не выказывает столько же сочувствия к людям, как Момо, но всё же старается им помочь. В телевизионной драме Даниэль показан не как кот, а как маленький мальчик.
Сэйю: Ай Симидзу
Ан (яп. アン) — другой синигами, показанный в серии. Это молодая девушка, одетая во всё чёрное, что наряду с её чёрными волосами, характеризует её как противоположность Момо. Как и Момо, она показывает свои эмоции по отношению к живым и мёртвым, но, потому как она является очень жестокой личностью, она не помогает никому — ни живым, ни мёртвым. Несмотря на то, что синигами предназначены для транспортировки душ на другую сторону, Ан хочет остановить поток душ, уничтожая их. Среди синигами это божество смерти является очень мощным, и называется особым типом синигами. Её идентификационный номер — 99.
Николас (яп. ニコラウス Никораусу) — сопровождающий Ан, говорящий серый кот. Хотя его имя Николас, он предпочитает обращение Николь (яп. ニコル Никору) для краткости. Давно, до начала работы с синигами, Николаус и Даниэль были очень близкими друзьями.

## Список серий
| |                                                         |            |  |
| 01 | Твой голос «Кими но коэ» (きみのこえ。)                 | 03.03.2006 |  |
| Кёта Сэто, ученик начальной школы, проводит всё больше своего времени со своим другом Маи Макихарой, у которой происходят постоянные приступы астмы. Однажды, возвращаясь домой из школы через парк, они находят в коробке брошенного котёнка (которого Маи называет Блу (англ. Blue)). Маи забирает котёнка, но в связи со своей болезнью, котёнок Блу находит приют в близлежащем храме, где друзья заботяться о нём, ежедневно посещая его и принося еду. Маи осознаёт, что она отвлекает Кёту от игр со своими друзьями, и в один из дней Кёта соглашается сыграть в футбол с друзьями, в то время как Маи направляется проведать Блу. По дороге домой Маи застаёт дождь, её доставляют в больницу, но вскоре она умирает. Кёта обвиняет кота в смерти Маи и собирается расправиться с ним, но в это время вмешивается юная синигами Момо, и дает Кёте возможность поговорить с Маи ещё один, последний, раз. |                                                         |            |  |
| 02 | Время рыбы «Сакана но коро» (さかなのころ)              | 10.03.2006 |  |
| Мицуки Асано — ученик средней школы и способный пловец, перед которым однажды ночью возникает Момо, сообщив ему, что он скоро умрёт. В связи с этим, он всё больше начинает размышлять о своей теперь уже мёртвой старшей сестре и о её гибели, хотя та была более спортивной и более способной, нежели он. Мицуки начинает больше общаться с Ютакой Фудзисимой, своей одноклассницей, и вскоре она признаётся ему в любви. В ответ он рассказывает ей, что скоро умрёт, но она воспринимает это заявление как жестокий способ отказать ей во взаимных чувствах. Момо предстаёт перед Мицуки ещё пару раз, и в конечном итоге заставляет его понять, что он должен жить своей собственной жизнью. В конце эпизода зрителю даётся понять, что Момо просто пыталась заставить Мицуки изменить свой образ жизни, сообщив ему ложные сведения о том, что он скоро умрёт. |                                                         |            |  |
| 03 | По ту сторону света «Хикари но каната» (ひかりのかなた) | 17.03.2006 |  |
| Кантаро Итихара — ученик младших классов средней школы, вскоре у него должны состояться школьных экзамены, от которых зависит, переведут ли его в старшие классы. Его дед, азартно любивший всевозможные игры, недавно умер, и во время уборки своей комнаты Кантаро находит сообщение от своего деда, в котором тот сообщает внуку об участии в охоте за сокровищами. Кантаро приходится пропустить дополнительные уроки в школе, чтобы отправиться на поиски сокровищ в старый городок, где жил его дед, в сопровождении своего друга детства, девушки Томато. На пути к разгадке Кантаро несколько раз замечает внезапно появляющихся маленьких мальчика и девочку, и, следуя за ними, он доходит до места, где зарыт клад — переливающийся мраморный камушек и короткую записку, оставленную дедом для Кантаро, в которой говорится «Теперь ты должен найти своё сокровище». Выясняется, что Дэниель и Момо изменили свой облик, приняв вид деда Кантаро в детском возрасте и его рыжеволосой подруги детства, с тем, чтобы привести Кантаро к сокровищу.                         |                                                         |            |  |
| 04 | Волшебство осени «Аки но махо:» (あきのまほう。)        | 24.03.2006 |  |
| Тиаки Кадзама, ученица младших классов, пытается удержать свою семью от распада, выполняя обязанности недавно умершей матери. Она занимается пробуждением отца и младшего брата, Фуюки, и готовит им завтрак, но ей не удаётся приготовить гренки, которые готовила мать. Их отец отправляется в командировку на пару дней, и вскоре после его отъезда Фуюки заявляет Тиаки, что он видел синигами в своей комнате и даже играл с ней. Это расстраивает Тиаки, начинающую думать, что младший брат скоро умрёт, но позже встречает ту самую синигами Момо, которая сообщает Тиаки, что она и Даниэль являются лишь няньками Фуюки в настоящее время в связи с гибелью матери. Через Момо Тиаки удаётся вновь говорить с матерью, и даже узнать, как приготовить её фирменные гренки. На следующий день, мальчик из класса Тиаки по имени Накаями, который ранее выказывал заботу о её состоянии, встречается ей утром, и они идут вместе в школу, держась за руки. |                                                         |            |  |
| 05 | Свет светлячков «Хотару но хикари» (ほたるのひかり)     | 31.03.2006 |  |
| Эко Миядзаки, ученицу младших классов, беспокоит то, что по школе распространяются слухи о таинственном призраке, которые вызывают проблемы, и Эко считает, что призраком является её старшая сестра, которая была учителем в той же школе, но впоследствии умерла. Эко встречает Кёту Сэта, героя одной из предыдущих историй, и узнает о своей способности видеть призраков и синигами. Она просит его о помощи, чтобы совместными усилиями найти сестру Эко в здании школы, и рассказать ей, что Эко сожалеет о сказанном во время ссоры перед гибелью сестры, что она ненавидит свою сестру. Они проникают в школу ночью, и в конечном итоге сестра Эко предстаёт перед ними. Эко, плача, извиняется за свои слова перед ней и дух её старшей сестры исчезает. Эко улыбается в первый раз с тех пор, как умерла её сестра. |                                                         |            |  |
| 06 | Путешествие сердца «Кокоро но таби» (こころのたび。)    | 07.04.2006 |  |
| Сакура Косакаи просыпается на улице. Ошеломлённая таким развитием сюжета, Сакура интересуется, где она и понимает, что она должна идти в школу. В школе она обнаруживает, что люди игнорируют её, и что она не может даже нажимать кнопки на автомате, выдающем обеды. Она, наконец, вспоминает, что она спрыгнула с моста, увидев парня, который ей нравился, целующимся с другой девушкой, а когда Сакура направляется к мосту, она встречает Момо и Даниэля. Сакура водит их по всему городу, чтобы проверить тех, кого она знала. Во время этого «похода» кажется, что всех близких Сакуры не беспокоит её гибель, хотя прошло лишь трое суток со дня трагедии. Видя негативные плоды путешествия, Момо вновь ведёт Сакуру, чтобы показать жизнь её близких, виденных раньше, и та видит, что её близкие и друзья помнят её, несмотря на то представление, которое сложилось изначально. После этого Момо открывает Сакуре, что она не умерла, но вместо этого её дух оставил её тело после попытки самоубийства. Сакура возвращается в своё тело, продолжая свой жизненный путь. |                                                         |            |  |

## Музыка

### Аниме
Открывающие темы (opening)
- «no one»

Исполняет: KOY
Закрывающие темы (ending)
- «White Messenger»

Исполняет: KOY

### Дорама
Открывающие темы (opening)
- «Кими но сондзай» (яп. 君の存在, твоё существование)

Исполняет: sacra